# 2015년 11월 14일 대한민국 민중총궐기

2015년 11월 대한민국 민중총궐기의 집회행사 포스터

2015년 11월 14일 대한민국 민중총궐기(2015年 11月 大韓民國 民衆總蹶起), 또는 통칭 제1차 민중총궐기(第1次 民衆總蹶起)는 박근혜 정부의 노동정책 (노동개혁, 청년실업 등), 한국사 교과서 국정화, 세월호 참사 진상규명 소홀, 농민문제, 빈곤문제 등에 항의하여 전국민주노동조합총연맹 등 여러 단체에서 2015년 11월 14일 개최한 집회 시위이며, 또한 제27자 전태일열사 정신계승 전국노동자대회이기도 하다.
이 집회는 28명의 부상자와 51명의 체포자를 내고 종료되었으며, 전국민주노동조합총연맹을 포함한 민중총궐기 주최 측인 민중총궐기 투쟁본부는 2015년 12월 5일에 2차 민중총궐기 집회를 갖겠다고 밝혔다. 한편 정부와 수사당국은 본 시위를 불법 폭력집회로 규정하고 한상균 민주노총 위원장 등 주도자들을 체포하여 처벌하였다.

## 집회 과정
- 오후 1시부터는 대학로 마로니에 공원에서 4월16일의약속국민연대와 한국사교과서국정화저지네트워크 등 5000여명이 '역사쿠데타 중단' '민주주의 수호하자' 등의 플래카드와 노란 풍선을 들고 국정교과서 저지와 세월호 진상규명을 외침.
- 전국 각지에서 올라온 농민 3만명도 태평로 삼성생명 본사 앞에 모여 농민대회를 열고 정부의 농업 정책에 항의함.
- 청년 2,000여명도 오후 2시 마로니에 공원 인근에서 ‘헬조선 뒤집는 청년총궐기’ 선포식을 엶.
- 비슷한 시간 광화문 일대에서는 보수단체들의 집회도 열림 : 대한민국재향경우회와 어버이연합 등 168개 보수단체 회원 약 1,500명은 종로의 동화면세점 앞에 모여 '올바른 역사교과서 지지 제3차 국민대회'를 개최함.
- 민주노총과 전국농민회총연맹 등 53개 단체는 11월 14일 사전 신고한 집회를 마친 뒤 이날 오후 4시 광화문 광장에 집결해 ‘민중총궐기’ 집회에 참가함.
- 오후 4시 30분부터 시위대는 청와대 행진을 시도함.
- 경찰이 경찰버스 700여대와 차벽 트럭 20대를 동원해 미리 차벽을 세워 놓고, 240여개 중대 2만2000명을 투입해 이들의 행진을 막으면서 시위대와 경찰간 충돌이 벌어짐.
- 세종로사거리 일대에 차벽을 세워 놓은 경찰은 해산명령을 하지만, 참가자들은 광화문광장으로 행진[7]
- 세종대로가 막히자 일부 시위대는 보신각 사거리를 통과해 종로구청 방향으로의 진입을 시도하거나 시교육청 방면으로 우회하려 했으나 이마저도 촘촘히 설치된 차벽에 막힘[11]
- 대학로와 서울역에서 출발한 시위대도 종로구청 앞에서 경찰 차벽에 막힘
- 시위대와 경찰 간 충돌
- 오후 10시쯤부터 소강 상태
- 오후 11시쯤 시위대 해산
- 15일 서울경찰청에 따르면 경찰은 지난 14일 집회에서 불법 행위 혐의로 51명을 검거해, 강동경찰서 등 7개 경찰서로 나눠 조사함 : 고등학생 2명, 남성 42명, 여성 7명, 총 51명.

## 민중총궐기 11대 요구안
민중총궐기를 주최한 민중총궐기 투쟁본부는 다음과 같은 11대 요구안을 밝혔다.
- 일자리노동 : 쉬운 해고, 평생 비정규직, 노동개악 중단, 모든 노동자의 노동기본권 보장, 모든 서민의 사회안전망 강화
- 재벌책임강화 : 재벌 사내유보금 환수, 상시지속업무 정규직 전환 등 재벌 사용자 책임
- 농업 : 밥쌀 수입 저지, TPP 반대, 쌀 및 농산물 적정 가격 보장
- 민생빈곤 : 노점 단속 중단, 순환식 개발 시행, 장애등급제, 부양의무제 폐지
- 민주주의 : 공안탄압 중지, 국가보안법 폐지, 국정원 해체, 양심수 석방, 역사왜곡 중단, 역사교과서 국정화 계획 폐기
- 인권 : 차별금지법 제정, 여성, 이주민, 장애인, 성소수자 차별 및 혐오 중단, 국가인권위 독립성 확보, 정부 및 지자체 반인권행보 중단
- 자주평화 : 대북 적대정책 폐기, 남북관계 개선, 5.24조치 해제, 민간교류보장, 한반도 싸드 배치 반대, 한미일삼각군사동맹 중단, 일본의 군국주의 무장화 반대
- 청년학생 : 청년 좋은 일자리 창출 요구, 대학구조조정 반대
- 세월호 : 세월호 온전한 인양, 세월호 참사 진상규명, 안전사회건설
- 생태환경 : 국립공원 케이블카 건설 계획 폐기, 신규원전 건설 저지, 노후원전 폐기
- 사회공공성 : 의료, 철도, 가스, 물 민영화 중단, 제주 영리병원 추진 중단, 공공의료 확충

## 각계 반응
시위 다음날인 11월 15일 새정치민주연합은 경찰이 과잉진압을 했으며 시민의 목소리를 폭력진압으로 누르고 있다는 발표를 하였다. 원내대표 이종걸 의원은 이에 대해 경찰청장에게 항의전화를 하였다. 박수현 원내대변인은 "박근혜 정부의 신공안통치가 현실화된 것"이라고 비판성명을 발표했다.
이장우 새누리당 대변인은 "민주노총 등 53개 단체가 대규모 불법폭력집회를 개최했다. 이는 법치국가의 근간을 뒤흔들고 공권력에 대한 도전이며, 상습적 반정부 시위단체와 이적단체가 포함된 집회이다."라는 성명을 발표했다.
일부 시민은 "어떤 상황이더라도 시위에 대응하면서 경찰이 시민을 다치게 했다면 책임을 져야 한다."라는 의견을 내놓기도 했다. 일부 네티즌은 "시위대가 던진 보도블록에 맞을 뻔 했다.", "시위대의 폭력적 행동이 심하다고 생각한다." 등의 의견을 내놓았다.
국제 엠네스티에서는 "시위 진압에 대해 깊은 유감을 표하며", "물대포와 같은 모든 법집행 장비의 사용은 반드시 국제법과 그 기준에 엄격히 부합하도록 사용해야 한다"라고 말하며 촉구했다.

## 논란

### 경찰의 과잉 진압 논란

2015년 11월 대한민국 민중총궐기 진압 과정에서, 경찰이 69세 농민 백남기에게 지속적으로 물대포를 발사하고 있는 모습

주최측에서는 사전에 행진 신고를 했지만 경찰에선 교통 불편을 이유로 거부했다. 경찰은 차벽으로 시위대의 진입을 막고, 광화문역을 통제하고, 결국에는 경복궁역도 통제하여, 광화문역에서 김포공항역, 방화역 방면으로 가는 열차가 대합실 혼잡을 이유로 정차하지 않았으며, 승객들이 종로3가역으로 되돌아갔다가 반대방향 열차를 타야 하는 사태가 벌어져 이용객들이 불편을 겪기도 하였다.
경찰 측에서 시위진압 규정을 위반하였다는 의혹이 나왔다. 폭력행위가 수반되는 대규모 시위에 경찰 또한 강경한 대응으로 맞섰는데, 시위대를 향해 캡사이신이 섞인 물대포를 발사할 때 곡사가 아닌 직사로 발사했으며, 권총 형태 살수총을 사람을 향해 직접 분사하는 등 위험한 모습을 보였다. 이 과정에서 경찰에 공세를 펼치던 무리와 함께 경찰 버스를 밧줄로 당겨서 끌어내던 백남기가 이를 저지하는 경찰의 물대포를 맞아 쓰러진 후, 오후 7시 8분께 뇌출혈로 구급차에 후송되어 서울대학교병원 중환자실로 옮겨져 4시간에 걸친 수술을 받았으나, 2016년 9월 25일 (향년 68세) 사망하였다. 한 청년은 경찰이 쏜 물대포에 맞아 뼈와 인대가 끊어졌으며, 구급차로 들어가는 동안에도 경찰이 물대포를 발사하기도 하였다.
새누리당 일부 의원들은 폴리스 라인을 넘어 쇠파이프, 사다리, 각목, 밧줄 등으로 경찰에 난동을 부린 시위대를 폭도로 규정하고, 선진국의 공권력을 예시로 들며 물대포 발사는 경찰의 정당방위라고 하였다. 이에 일부에서는 미국에서 정당방위 등 확실한 이유가 있을 때만 경찰이 과격한 진압을 한다고 반대 주장을 전개하였으나, 실제로는 월 가를 점거하라 시위 등에서 미국 경찰은 폴리스 라인을 단순히 넘어오거나 불심검문에 가벼운 항의를 하는 시위대에게도 가차없이 무력을 행사하는 사례가 많아, 오히려 경찰의 수동적 방어를 넘어선 더욱 엄격한 공권력이 집행되고 있다.
경찰은 민중총궐기 집회 주최자를 전원 검거하기로 하였다.

### 시위대의 과격 행동 논란
시위 참가자들이 청와대 방향으로 행진을 시도하면서 진행을 막기 위해 설치한 경찰버스를 밧줄로 끌어내려고 시도했다. 일부 시위대는 쇠파이프나 철사다리로 경찰관들을 공격하고 차량을 부수기도 했으며, 철제 새총으로 경찰을 조준하여 공업용 볼트를 발사했고, 횃불을 던지고 경찰버스를 흔들면서 항의의 표시를 하였다. 보도블록을 깬 뒤 조각을 차벽을 향해 던졌으며 언론사 기자가 여기에 맞아 병원으로 옮겨지기도 했다. 일부 시위자는 신문지에 불을 붙여 차량 주유구에 넣으려다가 실패하기도 하였다. 경찰관 113명이 시위대와 대치 중 부상을 입었는데 이 중 상당수는 중상자였으며 경찰버스 50대가 부서져 파손되었다.
시위대 일부가 경찰버스 안에 용변을 보았다는 시민의 제보가 있었으며, 일부 참가자들은 시위 중 술을 마시고 쓰레기를 현장에 방치하였다.
이후 경찰은 11월 집회를 민주노총이 사전에 기획한 폭력집회로 규정했으며 집행부가 폭력을 교사 선동했다고 판단했다. 또한 경찰은 민주노총 측에서 복면을 다량 구입하고 밧줄 및 쇠파이프·철사다리를 배포했으며 전경버스를 부수고 청와대로 진출할 것을 지시했다고 발표했다. 압수수색을 통해 시위계획과 증거를 없애려는 문건을 발견했다고 밝히기도 했다. 여기에 대해 민주노총은 '폭력시위를 사전준비한 적은 없다.', '무기를 사용한 시위대는 소수이며 복면은 기념품이었다.'라고 반박했다.

#### 소요죄 논란
2015년 12월 14일, 대한민국 경찰은 전국민주노동조합총연맹 위원장 한상균에 대하여 1차 민중총궐기 당시 폭력 집회 주도를 1년 여 전부터 기획, 모의한 점을 충분히 입증할 수 있다며 소요죄 적용을 적극 검토한다고 입장을 발표하였다. 또한, 경찰은 "제1차 민중총궐기에서 벌어진 폭행, 손괴가 5·3 인천 집회와 큰 차이가 없었다"며 "일부 집회 참가자가 방화를 시도하거나 경찰 버스를 부수고 경찰에게 부상을 입히는 등 소요죄 구성 요건에 큰 문제가 없다"고 입장을 밝혔으며, 또, 2015년 11월 26일부터 11월 30일까지, 보수주의 성향의 청년 단체 자유청년연합 관계자 등 총 6명이 한상균 위원장을 소요죄로 고소하였다.
그러나, 6월 항쟁 이후 1987년부터 2015년까지 소요죄 적용은 없었으며, 한상균 위원장 소요죄 적용에 대하여, 한인섭 서울대 법학전문대학 교수는 9일 트위터를 통해 "일제하 소요죄로 처벌된 분들은 독립유공자로 인정되었다. 독재하 소요죄로 처벌된 분들은 민주유공자로 인정받았다"고 지적하기도 하였으며, 역사학자 전우용 학자는, 트위터를 통해 "검경이 '11.14 민중총궐기'에 소요죄를 적용한다."라며 "우리 헌법에 명시된 3.1운동과 4.19에도, 당시 검경은 '소요죄'를 적용했다."라고 질타하였고, 이상호 MBC 기자도 “국민과 전쟁 고집하는 정권, 괜한 소요 만들지 말고 소요산 소풍이나 다녀오길”이라고 비판하였으며, 법조계에서는 “파리 잡으려 대포를 쏘는 격” 이라고 비판하였고, 유신 체제로 복귀하는 것이라는 평가와 비판이 있다.
또한, 이에 대하여 민중총궐기 투쟁본부는 2015년 12월 14일 오전, 서울 남대문경찰서에서 기자회견을 열고 "한상균 즉각 석방", "집회 시위의 자유를 보장하라" 라고 주장하였으며, 2015년 12월 19일로 예정된 3차 민중총궐기의 보장을 촉구하기도 하였다.
2015년 12월 18일, 대한민국 경찰이 전국민주노동조합총연맹 한상균 위원장에 대하여 소요죄를 적용, 검찰에 송치하였다. 또한, 검찰로 송치된 한상균 위원장은 현재까지 19일 째 단식을 진행 중이다. 이에 대해, 남대문경찰서 관계자는 “송치 당시에도 스스로 걸어나갈 정도로 비교적 건강 상태는 양호하다” 면서, “구치소로 옮겨지면 간단한 신체검사를 받아 정확한 상태가 확인될 것으로 본다” 고 전했다.
반면 2015년 12월 21일 오전, 서울특별시 중구 민주노총 사무실에 수감중인 한상균 위원장 앞으로 박근혜 대통령에게 연하장이 도착하기도 하였으며, 연하장의 내용은 "지난 한 해 국내외 많은 어려움이 있었지만, 국민 여러분이 보내주신 신뢰와 믿음으로 국가 혁신과 경제 재도약의 발판을 마련할 수 있었습니다. 새해에는 국민들의 삶이 보다 편안하고 넉넉해질 수 있도록 더욱 노력하겠습니다. 새해 복 많이 받으시고, 큰 결실을 거두시는 한 해가 되기를 기원합니다." 라고 하며, 한상균 위원장은 현재까지 서울구치소에서 22일째 단식을 진행하고 있는 중이다.

## 같이 보기
- 2015년 12월 5일 대한민국 민중총궐기
- 2015년 12월 19일 대한민국 민중총궐기
- 2016년 2월 27일 대한민국 민중총궐기